# Jack Pearl
Jack Pearl, (29 de octubre de 1894 – 25 de diciembre de 1982) fue un actor de vodevil y estrella de los primeros años de la radio.

## Biografía
Su verdadero nombre era Jack Perlman, y nació en Nueva York. Pearl ganó fama con la interpretación de un personaje creado por él, Barón Munchausen, muy libremente basado en el literario Barón de Münchhausen. Como el Barón, Pearl contaba historias rebuscadas con un cómico acento alemán. Cuando su compañero serio (originalmente Ben Bard, y más tarde Cliff Hall) se mostraba escéptico, el Barón replicaba con la frase "Vass you dere, Sharlie?", que llegó a formar parte del léxico del país.
Pearl interpretó este personaje y otros en revistas musicales de las décadas de 1920 y 1930: The Dancing Girl (1923), Topics of 1923 (1923-1924), A Night in Paris (1926), Artists and Models (1927-1928), Pleasure Bound (1929), International Review (1930), Ziegfeld Follies of 1931, Pardon My English (1923) y All for All (1943).

## Radio
La carrera radiofónica de Pearl incluyó períodos como presentador de Your Hit Parade (1932-34) y de The Jack Pearl Show, programa que se radió entre 1936 y 1937, patrocinado por Raleigh and Kool Cigarettes. 
El éxito de su primera serie de radio llamó la atención de Metro-Goldwyn-Mayer. Protagonizó a su personaje en un film, Meet the Baron (1933), con Jimmy Durante, Edna Mae Oliver, ZaSu Pitts y Los tres chiflados. También actuó en Ben Bard and Jack Pearl, un film de 1926 sobre su actividad en el vodevil, así como en Hollywood Party (1934).
Con la cancelación de su segunda serie radiofónica, Pearl se encontró sin trabajo. Aun así pudo seguir en la radio con programas como Jack and Cliff (1948) y The Baron and the Bee (1952), un concurso, pero nunca llegó a recuperar su fama de mediados de los años treinta.
En 1934, una novela juvenil, Jack Pearl as Detective Baron Munchausen, se editó basándose en los guiones radiofónicos. Por su trabajo en la radio recibió una estrella en el Paseo de la Fama de Hollywood.
Jack Pearl falleció en 1982 en Nueva York.

## Audio
- Jack Pearl "R-r-r-r-revolver" sketch
- The Jack Pearl Show, 23 de noviembre de 1936